# Royal Astronomical Societys guldmedalj
Royal Astronomical Societys guldmedalj började delas ut 1824 och är den högsta utmärkelsen från Royal Astronomical Society.

## Pristagare
- 1824 Charles Babbage, Johann Franz Encke
- 1826 John Herschel, James South, Wilhelm Struve
- 1827 Francis Baily
- 1828 Thomas Makdougall Brisbane, James Dunlop, Caroline Herschel
- 1829 William Pearson, Friedrich Wilhelm Bessel, Heinrich Christian Schumacher
- 1830 William Richardson, Johann Franz Encke
- 1831 Henry Kater, Marie-Charles Damoiseau
- 1833 George Biddell Airy
- 1835 Manuel J. Johnson
- 1836 John Herschel
- 1837 Otto A. Rosenberger
- 1839 John Wrottesley
- 1840 Giovanni Plana
- 1841 Friedrich Wilhelm Bessel
- 1842 Peter Andreas Hansen
- 1843 Francis Baily
- 1845 William Henry Smyth
- 1846 George Biddell Airy
- 1849 William Lassell
- 1850 Otto Wilhelm Struve
- 1851 Annibale de Gasparis
- 1852 Christian August Friedrich Peters
- 1853 John Russell Hind
- 1854 Karl Rümker
- 1855 William Rutter Dawes
- 1856 Robert Grant
- 1857 Heinrich Schwabe
- 1858 Robert Main
- 1859 Richard Christopher Carrington
- 1860 Peter Andreas Hansen
- 1861 Hermann Goldschmidt
- 1862 Warren de la Rue
- 1863 Friedrich Wilhelm Argelander
- 1865 George Phillips Bond
- 1866 John Couch Adams
- 1867 William Huggins, William Allen Miller
- 1868 Urbain Le Verrier
- 1869 Edward James Stone
- 1870 Charles-Eugène Delaunay
- 1872 Giovanni Schiaparelli
- 1874 Simon Newcomb
- 1875 Heinrich d'Arrest
- 1876 Urbain Le Verrier
- 1878 Ercole Dembowski
- 1879 Asaph Hall
- 1881 Axel Möller
- 1882 David Gill
- 1883 Benjamin A. Gould
- 1884 Andrew Ainslie Common
- 1885 William Huggins
- 1886 Edward Charles Pickering, Charles Pritchard
- 1887 George William Hill
- 1888 Arthur Auwers
- 1889 Maurice Loewy
- 1892 George Howard Darwin
- 1893 Hermann Carl Vogel
- 1894 Sherburne Wesley Burnham
- 1895 Isaac Roberts
- 1896 Seth Carlo Chandler
- 1897 Edward Emerson Barnard
- 1898 William Frederick Denning
- 1899 Frank McClean
- 1900 Henri Poincaré
- 1901 Edward Charles Pickering
- 1902 Jacobus Kapteyn
- 1903 Hermann Struve
- 1904 George Ellery Hale
- 1905 Lewis Boss
- 1906 William Wallace Campbell
- 1907 Ernest William Brown
- 1908 David Gill
- 1909 Oskar Backlund
- 1910 Friedrich Küstner
- 1911 Philip Herbert Cowell
- 1912 Arthur Robert Hinks
- 1913 Henri-Alexandre Deslandres
- 1914 Max Wolf
- 1915 Alfred Fowler
- 1916 John L. E. Dreyer
- 1917 Walter Sydney Adams
- 1918 John Evershed
- 1919 Guillaume Bigourdan
- 1921 Henry Norris Russell
- 1922 James Hopwood Jeans
- 1923 Albert A. Michelson
- 1924 Arthur Eddington
- 1925 Frank Watson Dyson
- 1926 Albert Einstein
- 1927 Frank Schlesinger
- 1928 Ralph Allen Sampson
- 1929 Ejnar Hertzsprung
- 1930 John Stanley Plaskett
- 1931 Willem de Sitter
- 1932 Robert Grant Aitken
- 1933 Vesto Slipher
- 1934 Harlow Shapley
- 1935 E. Arthur Milne
- 1936 Hisashi Kimura
- 1937 Harold Jeffreys
- 1938 William Hammond Wright
- 1939 Bernard Lyot
- 1940 Edwin Hubble
- 1943 Harold Spencer Jones
- 1944 Otto Struve
- 1945 Bengt Edlén
- 1946 Jan Oort
- 1947 Marcel Minnaert
- 1948 Bertil Lindblad
- 1949 Sydney Chapman
- 1950 Joel Stebbins
- 1951 Anton Pannekoek
- 1952 John Jackson
- 1953 Subrahmanyan Chandrasekhar
- 1954 Walter Baade
- 1955 Dirk Brouwer
- 1956 Thomas George Cowling
- 1957 Albrecht Unsöld
- 1958 André Danjon
- 1959 Raymond Arthur Lyttleton
- 1960 Viktor Ambartsumian
- 1961 Herman Zanstra
- 1962 Bengt Strömgren
- 1963 Harry Hemley Plaskett
- 1964 Martin Ryle, Maurice Ewing
- 1965 Edward Bullard, Gerald Maurice Clemence
- 1966 Ira S. Bowen, Harold Urey
- 1967 Hannes Alfven, Allan Sandage
- 1968 Walter Munk, Fred Hoyle
- 1969 Albert Thomas Price, Martin Schwarzschild
- 1970 Horace W. Babcock
- 1971 Frank Press, Richard van der Riet Woolley
- 1972 Hal. Thirlaway, Fritz Zwicky
- 1973 Francis Birch, Edwin Salpeter
- 1974 Ludwig Biermann, K. E. Bullen
- 1975 Jesse Greenstein, Ernst Öpik
- 1976 William H. McCrea, J. A. Ratcliffe
- 1977 David R. Bates, John G. Bolton
- 1978 Lyman Spitzer, James Van Allen
- 1979 Leon Knopoff, C. G. Wynne
- 1980 C. L. Pekeris, Maarten Schmidt
- 1981 J. F. Gilbert, Bernard Lovell
- 1982 Riccardo Giacconi, Harrie Massey
- 1983 M. J. Seaton, Fred Whipple
- 1984 S. K. Runcorn, Yakov Borisovich Zel'dovich
- 1985 Thomas Gold, Stephen Hawking
- 1986 G. E. Backus, Alexander Dalgarno
- 1987 Takesi Nagata, Martin Rees
- 1988 Don L. Anderson, Cornelis de Jager
- 1989 Raymond Hide, Ken Pounds
- 1990 J. W. Dungey, B. E. J. Pagel
- 1991 Vitaly Ginzburg, G. J. Wasserburg
- 1992 Dan P. McKenzie, Eugene N. Parker
- 1993 Peter Goldreich, Donald Lynden-Bell
- 1994 James E. Gunn, T. R. Kaiser
- 1995 John T. Houghton, Rashid Sunyaev
- 1996 K. Creer, Vera Rubin
- 1997 D. Farley, Donald Osterbrock
- 1998 R. L. Parker, James Peebles
- 1999 K. Budden, Bohdan Paczynski
- 2000 Leon Lucy, Robert Hutchinson
- 2001 Hermann Bondi, Henry Rishbeth
- 2002 Leon Mestel, J. A. Jacobs
- 2003 John Bahcall, David Gubbins
- 2004 Jeremiah P. Ostriker, Grenville Turner
- 2005 Margaret Burbidge, Geoffrey Burbidge, Carole Jordan
- 2006 Simon White, S. W. H. Cowley
- 2007 J. L. Culhane, Nigel O. Weiss
- 2008 Joseph Silk, Brian Kennett
- 2009 David A. Williams, Eric Priest
- 2010 Douglas Gough, John Woodhouse
- 2011 Richard Ellis, Eberhard Grün
- 2012 Andy Fabian, John Brown
- 2013 Roger Blandford, Chris Chapman
- 2014 Carlos Frenk, John Zarnecki
- 2015 Michel Mayor, Mike Lockwood
- 2016 John D. Barrow, Philip England
- 2017 Nick Kaiser, Michele Dougherty
- 2018 Jim Hough, Bob White
- 2019 Robert Kennicutt, Margaret Kivelson
- 2020 Sandra Faber, Yvonne Elsworth
- 2021 Jocelyn Bell Burnell, Thorne Lay
- 2022 George Efstathiou, Richard B. Horne
- 2023 John Peacock, Tim Palmer
- 2024 Gilles Chabrier, John-Michael Kendall
- 2025 James Binney, Jonathan Tennyson